# 国道428号

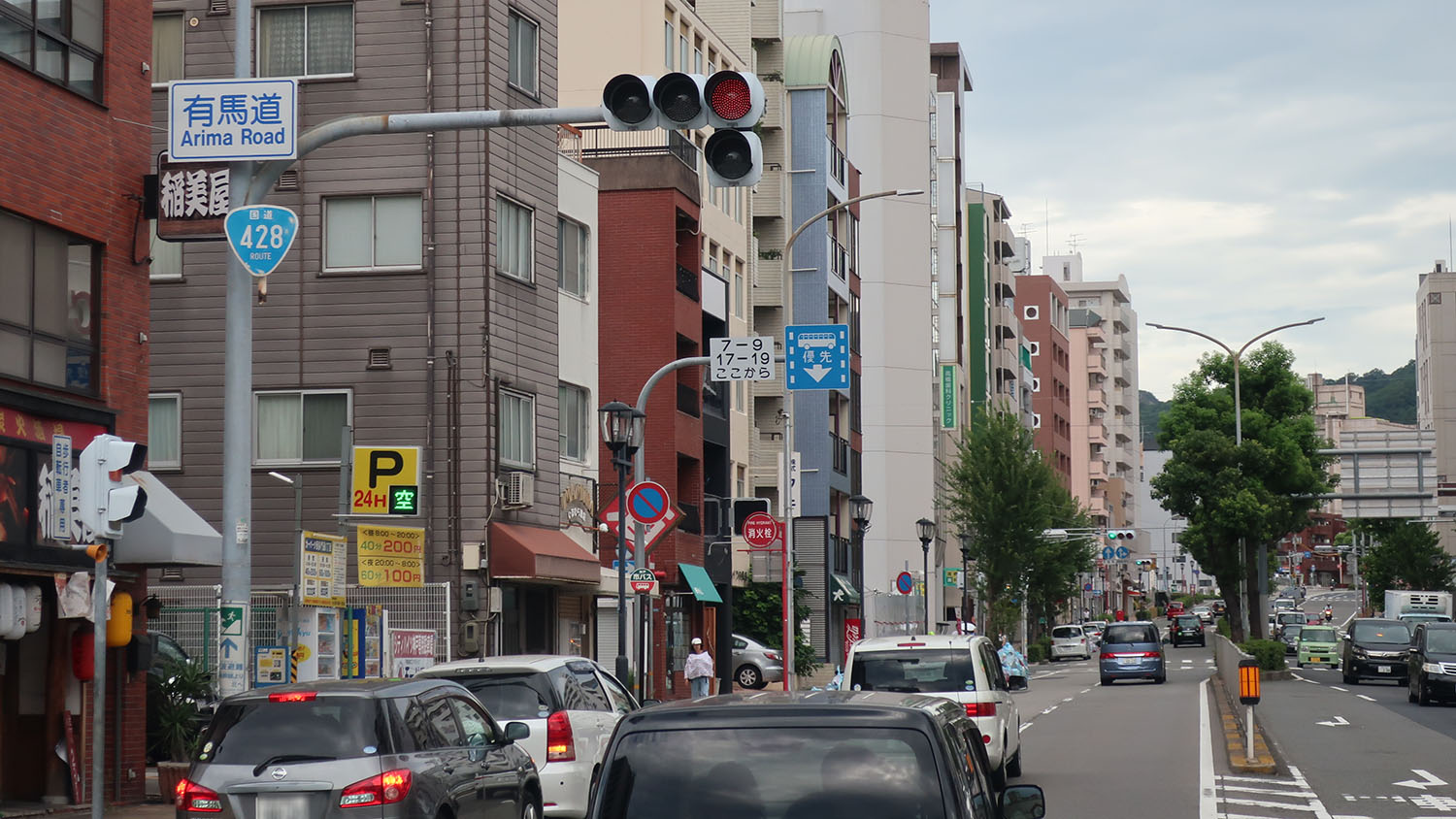
国道428号 起点
兵庫県神戸市中央区 有馬道交差点

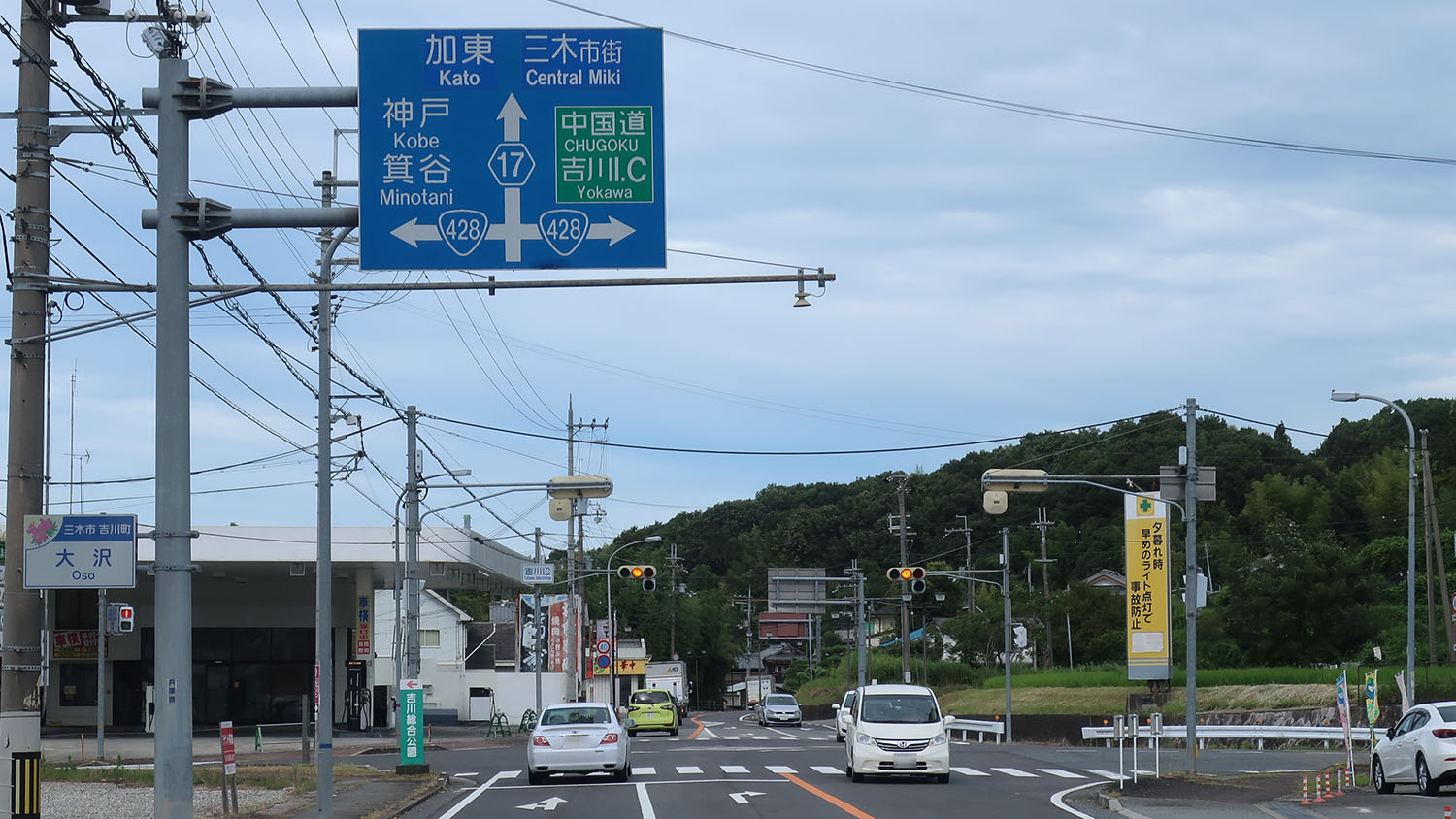
国道428号 終点付近
兵庫県三木市 吉川IC交差点

国道428号（こくどう428ごう）は、兵庫県神戸市中央区から三木市に至る一般国道である。

## 概要

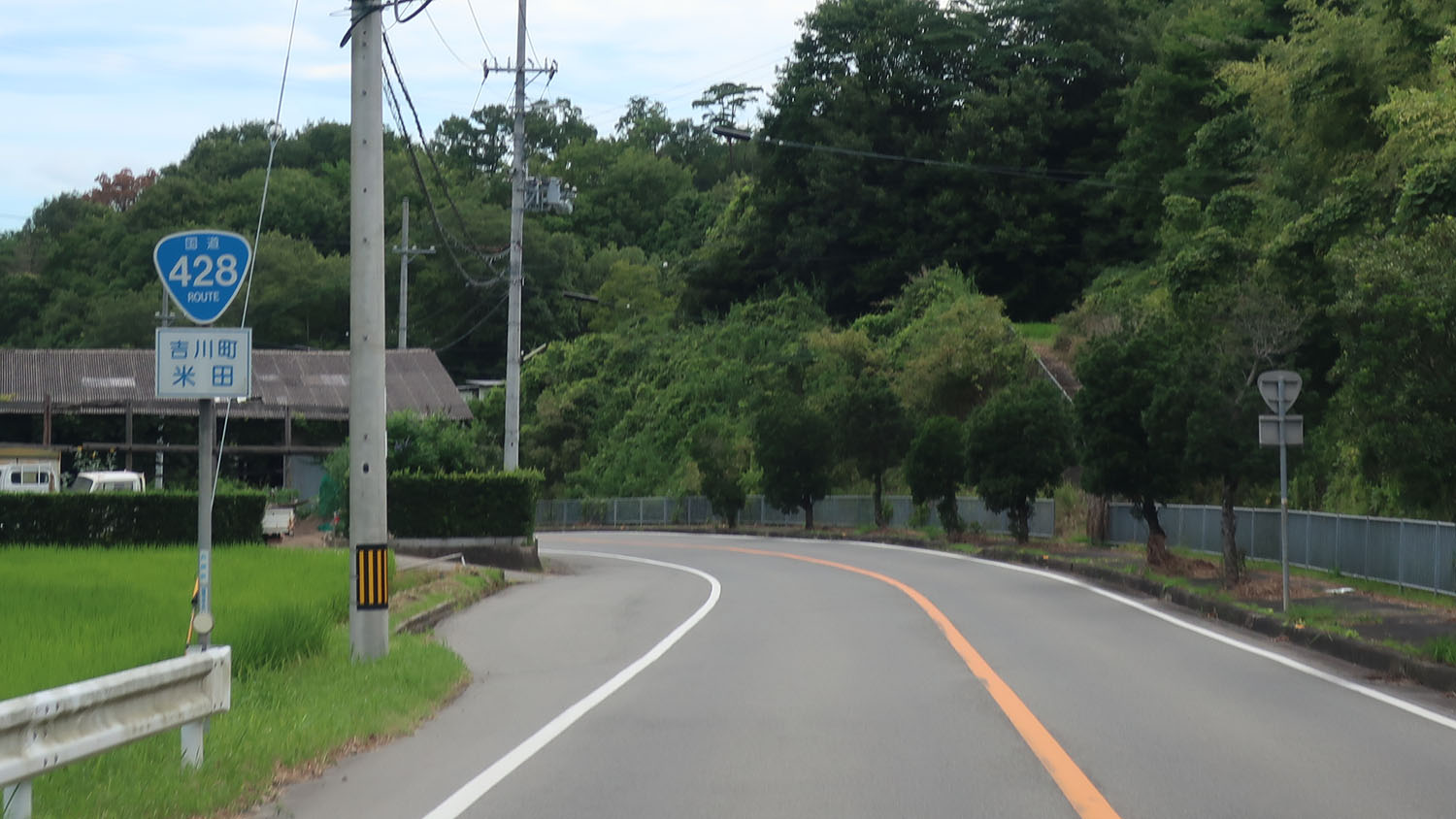
兵庫県三木市吉川町米田
（2019年8月撮影）

起点から神戸市北区箕谷までの区間（兵庫県道15号神戸三田線重複区間）は「有馬街道」の別名がついている。一般国道では珍しく、終点は高速自動車国道のインターチェンジになっている。同様の例は国道305号（北陸地方）や国道481号（大阪府泉佐野市）などがある。
終点地点については、市販のロードマップでは料金所手前の吉川IC交差点で終わっており、その先は高速道路のランプウェイ扱いで表記されているが実際は吉川ICの料金所ゲートまでが国道である。

### 路線データ
一般国道の路線を指定する政令に基づく起終点および重要な経過地は次のとおり。
- 起点：神戸市（中央区、有馬道交差点 = 国道28号交点）
- 終点：兵庫県美嚢郡吉川町[注釈 2]（中国自動車道 吉川IC）
- 重要な経過地：なし
- 総延長 : 34.8 km（兵庫県 5.6 km、神戸市 29.2 km）[2][注釈 3]
- 重用延長 : なし[2][注釈 3]
- 未供用延長 : なし[2][注釈 3]
- 実延長 : 34.8 km（兵庫県 5.6 km、神戸市 29.2 km）[2][注釈 3]
  - 現道 : 30.0 km（兵庫県 5.6 km、神戸市 24.4 km）[2][注釈 3]
  - 旧道 : 4.8 km（兵庫県 - km、神戸市 4.8 km）[2][注釈 3]
  - 新道 : なし[2][注釈 3]
- 指定区間：なし[3]

## 歴史
1982年（昭和57年）4月時点では箕谷以北の大半の区間は両側1車線しかなく、6 t制限の橋があるなどいわゆる酷道であった。1996年（平成8年）に拡張工事が完成してから走りやすい国道になっているが、起伏の激しい山道に変わりはなく丹生山系を縦断するかたちで山超えするため、急坂急カーブが連続する区間がある。なお、国道端の吉川IC付近は新設された道路が国道となったが、当初は現在よりやや東側に現存する細い市道が国道である。

### 年表
- 1954年（昭和29年）
  - 1月20日 - 建設省（現・国土交通省）が指定県道神戸豊岡線の一部を主要地方道神戸三田線に指定[4]。
  - 11月24日 - 兵庫県が兵庫県道15号神戸三田線を認定。
- 1964年（昭和39年）12月28日 - 建設省が主要地方道三木下谷上線を認定。
- 1966年（昭和41年）2月1日 - 兵庫県が兵庫県道50号三木下谷上線を認定。
- 1981年（昭和56年）4月30日 -　政令第153号により一般国道428号（兵庫県神戸市 - 兵庫県美嚢郡吉川町（現・三木市吉川町）が指定される。
- 1982年（昭和57年）4月1日 - 一般国道428号が制定施行。

## 路線状況

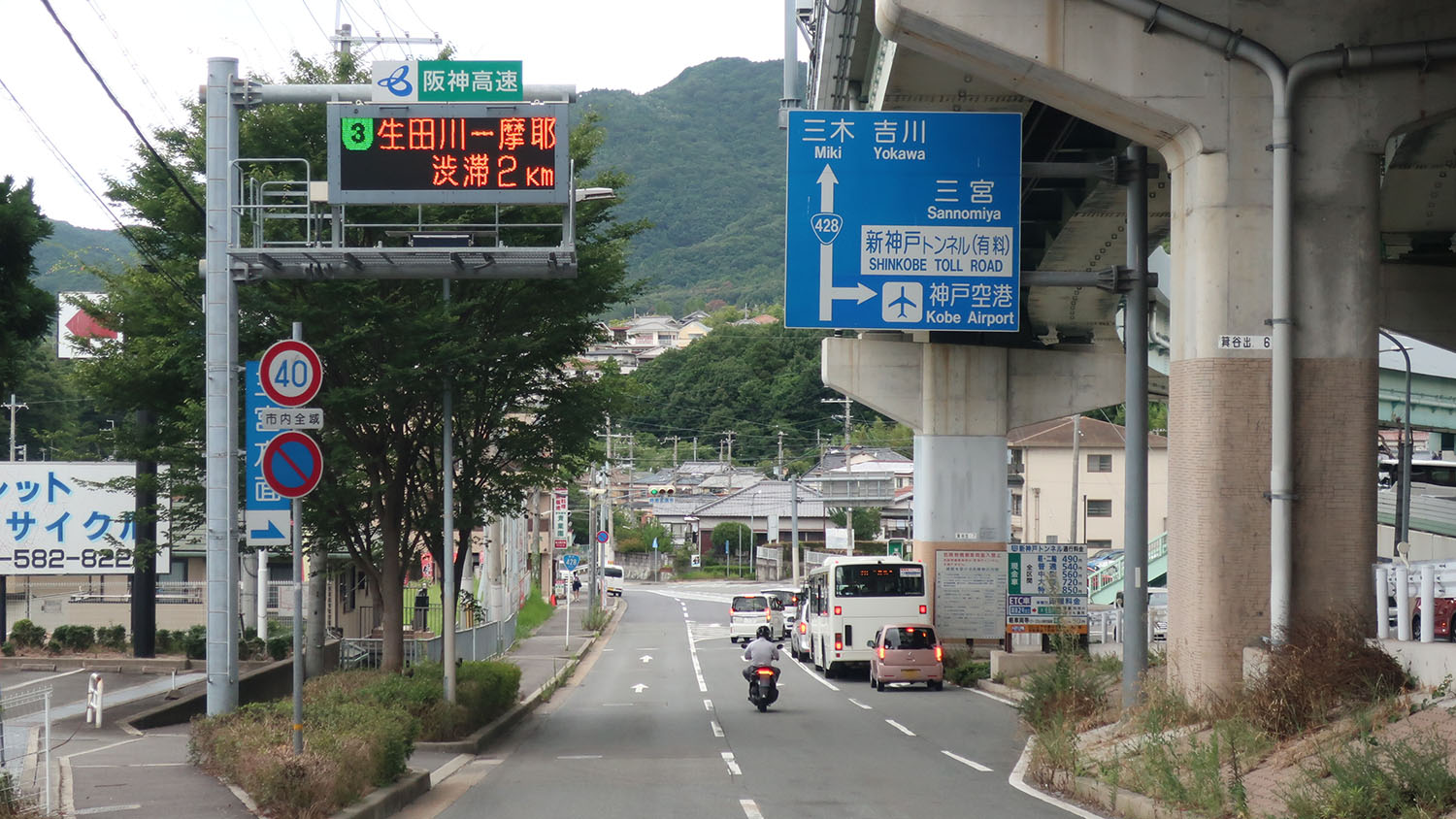
「新神戸トンネル」入口付近
兵庫県神戸市北区山田町

阪神高速・新神戸トンネル箕谷IC出入口の交差点以北では、三宮駅と三木市吉川ICを結ぶ神姫バスの路線バスが運行している。

### 別名
- 有馬街道

### 道路施設

#### 橋梁
- 新平野橋（天王谷川、神戸市兵庫区）
- 金清橋（天王谷川、神戸市兵庫区）
- 滝の口橋（天王谷川、神戸市兵庫区）
- 皆森橋（箕谷川、神戸市北区）
- 原野橋（志染川、神戸市北区）
- 歳田橋（淡河川、神戸市北区
- 丸山橋（淡河川、神戸市北区）
- 下田橋（僧尾川、神戸市北区）
- 谷川橋（米田川、三木市）
- 平成大橋（西奥川、三木市）
- 吉川橋（美嚢川、三木市）

#### トンネル
- 小部隧道：延長482 m、1974年（昭和49年）竣工、神戸市北区
- 箕谷トンネル：延長330 m、1989年（平成元年）竣工、神戸市北区
- 福地隧道：延長149 m、1990年（平成2年）竣工、神戸市北区

#### 道の駅
- 淡河（神戸市北区）

### 管理者
- 神戸市中央区・兵庫区 = 神戸市建設局中部建設事務所
- 神戸市北区 = 神戸市建設局北建設事務所
- 三木市 = 兵庫県加東土木事務所

## 地理

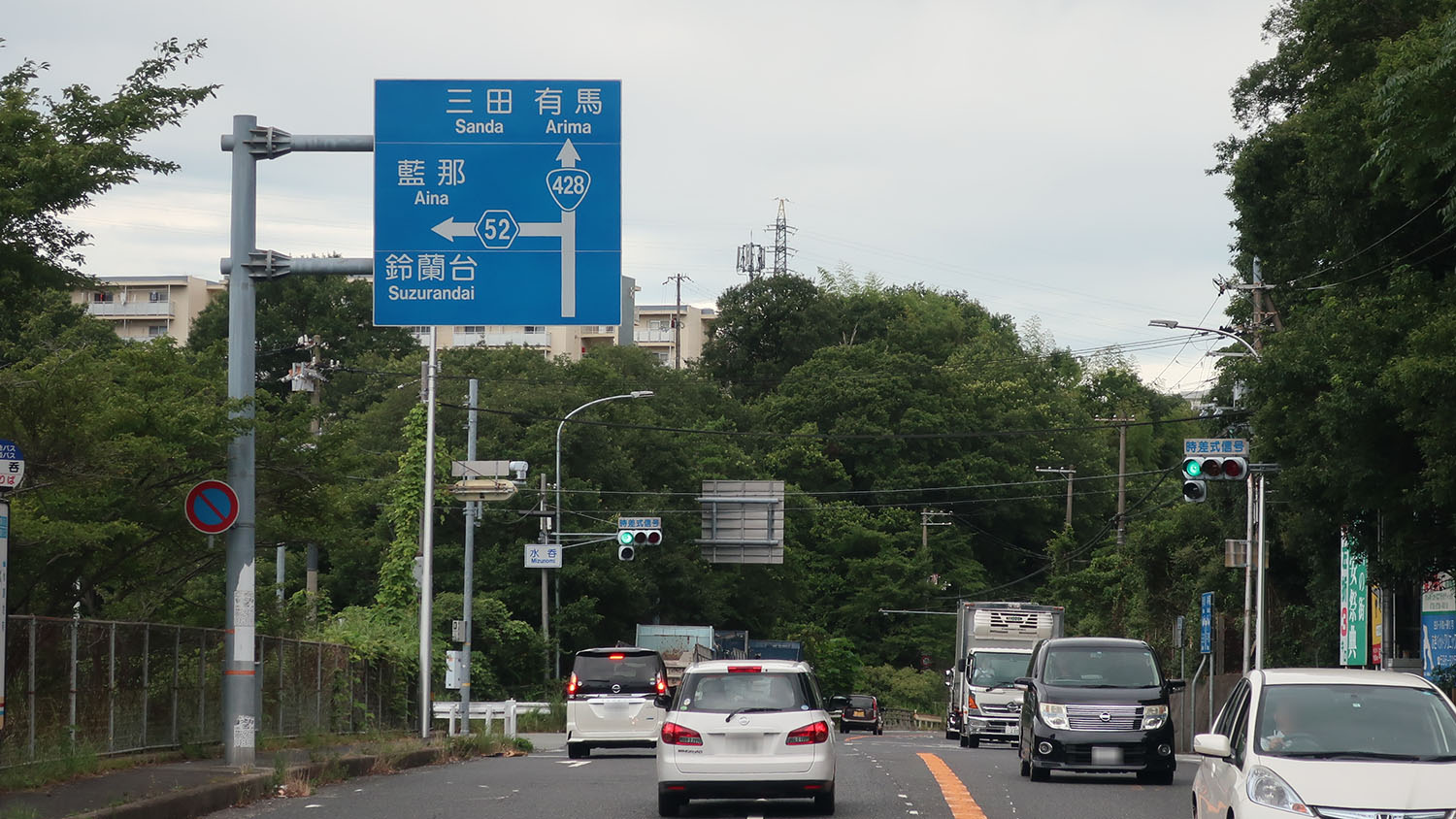
兵庫県神戸市北区山田町下谷上
（2019年8月撮影）

### 通過する自治体
- 兵庫県
  - 神戸市（中央区 - 兵庫区 - 北区） - 三木市

### 交差する道路
| 交差する道路                                                              | 市町村名 | 市町村名 | 交差する場所 | 交差する場所                       |
| ------------------------------------------------------------------------- | -------- | -------- | ------------ | ---------------------------------- |
| 国道28号 兵庫県道15号神戸三田線 重複区間起点 兵庫県道21号神戸明石線 重複  | 神戸市   | 中央区   | 多聞通5丁目  | 有馬道交差点 / 起点                |
| 山手幹線                                                                  | 神戸市   | 中央区   | 楠町6丁目    | 楠町6丁目交差点                    |
| 神戸市道山麓線                                                            | 神戸市   | 兵庫区   | 下祇園       | 平野交差点                         |
| 山麓バイパス                                                              | 神戸市   | 兵庫区   | 平野町       | 天王谷IC                           |
| 兵庫県道52号小部明石線                                                    | 神戸市   | 北区     | 山田町下谷上 | 水呑交差点                         |
| 兵庫県道197号鈴蘭台停車場線                                               | 神戸市   | 北区     | 山田町小部   | 二軒茶屋交差点                     |
| 兵庫県道16号明石神戸宝塚線 重複区間起点                                   | 神戸市   | 北区     | 山田町小部   | 小部峠交差点                       |
| 兵庫県道16号明石神戸宝塚線 重複区間終点                                   | 神戸市   | 北区     | 大脇台       | 北鈴入口交差点                     |
| 兵庫県道15号神戸三田線 重複区間終点 兵庫県道85号神戸加東線 重複区間起点   | 神戸市   | 北区     | 山田町下谷上 | 皆森交差点                         |
| 阪神高速7号北神戸線 阪神高速32号新神戸トンネル                            | 神戸市   | 北区     | 山田町下谷上 | 皆森西歩道橋交差点 7-09 箕谷出入口 |
| 兵庫県道85号神戸加東線 重複区間終点                                       | 神戸市   | 北区     | 山田町原野   | 原野南交差点                       |
| 兵庫県道38号三木三田線 兵庫県道354号淡河吉川線 重複区間起点               | 神戸市   | 北区     | 淡河町淡河   | 淡河本町交差点                     |
| 兵庫県道355号楠原三木線 重複区間起点                                      | 三木市   | 三木市   | 吉川町湯谷   |                                    |
| 兵庫県道354号淡河吉川線 重複区間終点 兵庫県道355号楠原三木線 重複区間終点 | 三木市   | 三木市   | 吉川町奥谷   | 二ツ子町交差点                     |
| 兵庫県道17号西脇三田線 兵庫県道20号加古川三田線 重複                      | 三木市   | 三木市   | 吉川町大沢   | 吉川IC交差点                       |
| E28 中国自動車道                                                          | 三木市   | 三木市   | 吉川町大沢   | 7 吉川IC / 終点                    |

### 交差する鉄道
- 山陽新幹線
- 神戸電鉄有馬線